# Girolamo Fabrici d'Acquapendente
Girolamo Fabrici d'Acquapendente, noto anche come Girolamo Fabrizio e latinizzato come Hieronymus Fabricius (Acquapendente, 1533 circa – Padova, 21 maggio 1619) è stato un anatomista, chirurgo e fisiologo italiano.
Medico apprezzatissimo e precursore in molte discipline - tra le quali ortopedia, anatomia, embriologia, anatomia comparata, chirurgia - insegnò per cinquant'anni all'Università di Padova, dando vita a una scuola di famosi medici e anatomisti. Il suo nome resta legato alla costruzione del teatro anatomico di Padova, modello per i teatri anatomici seicenteschi in tutta Europa.

## Biografia

### Origini
Girolamo Fabrici o Fabrizi, anche detto l'Acquapendente, figlio di Fabricio, nacque nel 1533 circa; tale data è incerta perché non esistono documenti che lo testimonino direttamente; alcuni biografi datano la sua nascita al 1537, ma l'atto di morte, che riporta la data del 21 maggio 1619 e che lo indica come avente ottantasei anni conferma l'anno 1533. La discussione sulla data può essere dovuta al vezzo dello stesso Girolamo di farsi credere più giovane di tre o quattro anni. L'anatomista apparteneva a un'antica e nobile famiglia di Acquapendente, iscritta nel grado del Gonfalonierato.

### Studi
Verso il 1550, a diciassette anni circa, si trasferì a Padova dove iniziò i suoi studi sotto la protezione di nobili famiglie venete (i Lipamano, i Foscarini, i Cavalli, i Priuli, i Donà e i Loredan, anche se questi ultimi non sono mai citati nei documenti dell'anatomista, nemmeno nel testamento definitivo del 1615).
Compì gli studi di medicina tra il 1554 e il 1559. Fu allievo di Gabriele Falloppio. Si laureò Dottore in Filosofia e Medicina presumibilmente nel 1559.

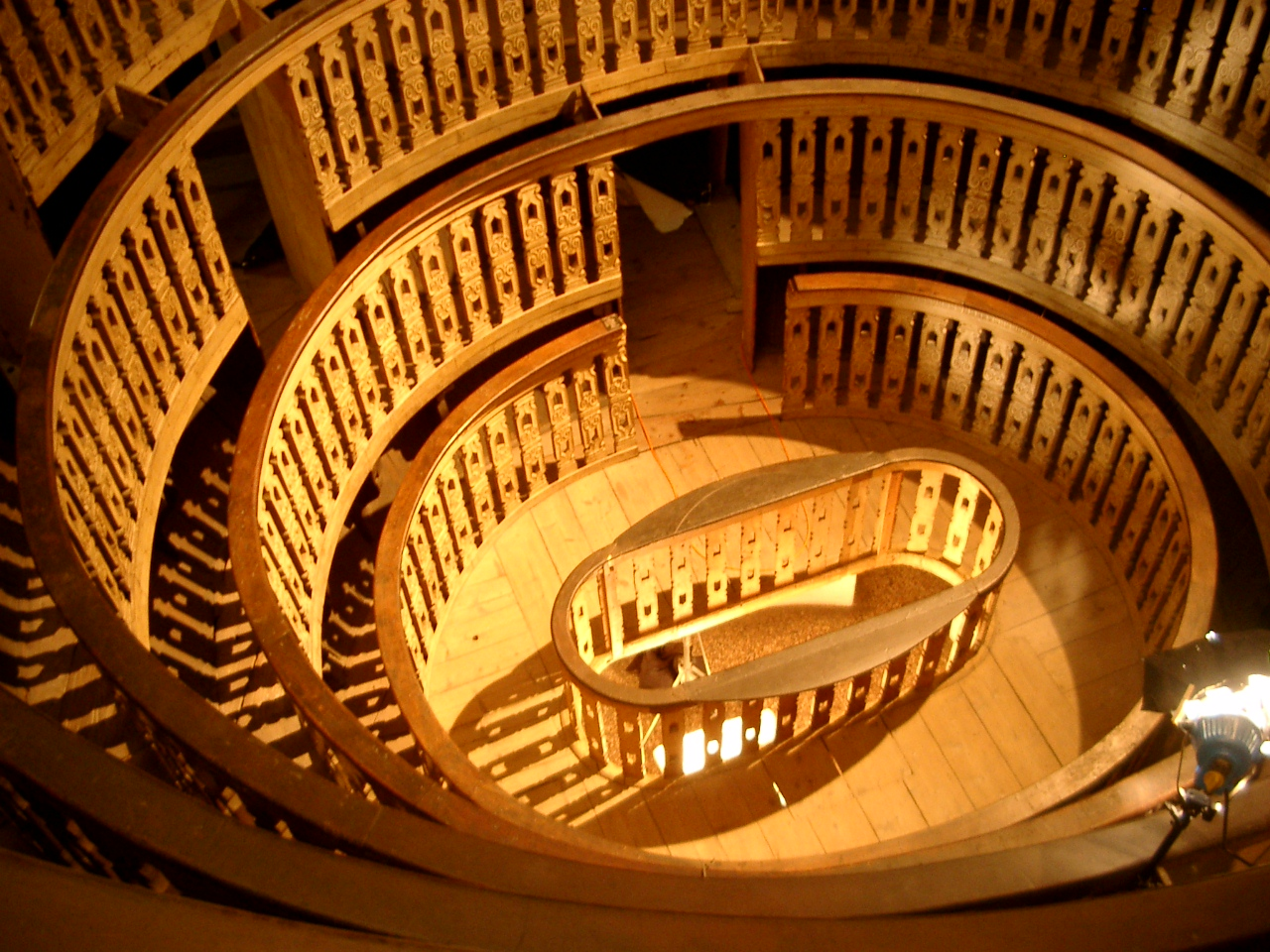
Teatro anatomico di Padova

### Attività di insegnante
Nel 1565 succedette al maestro, dopo averlo supplito, divenendo professore di anatomia e chirurgia. Nel 1584, già affermato chirurgo e anatomista, fu ammesso al Sacro Collegio dei Filosofi e dei Medici. Girolamo restò per cinquant'anni nello studio di Padova come professore sia d'anatomia sia di chirurgia, riconfermato con nomine ducali una delle quali, a vita, firmata da Marino Grimani, datata 24 settembre 1600, che gli conferiva il titolo di Sopraordinario nella lettura di anatomia.
Nel 1603 fu reso Sopraordinario anche per la chirurgia. Questa nomina portò lo stipendio di Fabrici, già piuttosto alto per il tempo, a mille scudi. Durante il periodo di reggenza volle fortemente la costruzione del teatro anatomico stabile, inaugurato nel 1594 e visitabile ancora oggi all'interno del Palazzo del Bo. Il teatro anatomico patavino fu un modello per tutti quelli costruiti nel Seicento nelle altre università d'Europa.
Prima della costruzione del teatro anatomico, le sue lezioni di anatomia si svolgevano all'aperto per attenuare l'odore dei cadaveri, anche se ciò comportava il condizionamento del tempo. La dissezione dei corpi fu l'altro problema per Fabrici in quanto la disponibilità era scarsa nonostante fossero nominati dei massari per la ricerca del materiale.
Anche se le sue lezioni erano di un elevato livello didattico, non ebbe buona fama di insegnante; molti lo descrivono come scontroso, insofferente e piuttosto pigro nelle lezioni e spesso non riusciva a farsi intendere perché obbligato a parlare sommessamenete a causa di un'affezione laringea cronica. Per questi motivi molte furono le critiche, in particolare quelle della comunità studentesca tedesca che studiava a Padova. Quest'ultima lo accusava di non attendere completamente ai suoi doveri; in effetti molte volte si fingeva malato e spesso ritardava l'inizio delle lezioni. Per tale motivo la comunità studentesca preferiva le lezioni private di anatomia tenute da Giulio Cesare Casseri; ciò suscito l'invidia e il rancore di Girolamo Fabrici, che sempre ostacolò la carriera del suo ex discepolo.
Sempre con la comunità tedesca ebbe problemi perché derideva spesso la parlata teutonica, tuttavia nella vecchiaia ebbe una così spiccata predilezione per la natio germanica che non volle utilizzare il corpo di un tedesco per una lezione, ritenendo l'atto offensivo, e molte volte intervenne per difenderla, in particolare nel 1612, dopo che i tedeschi erano stati esclusi dall'elezione dei consiglieri anatomici. La comunità tedesca ricambiò definendolo "communem nostrum patronum".
L'anatomista diede vita a una scuola di famosi medici e anatomisti tra cui Giulio Cesare Casseri, Adriaan van den Spieghel, Olaus Wormius, Caspar Bartholin e il più celebre di tutti, William Harvey, scopritore della circolazione del sangue.

### Attività medica

Operationes chirurgicae, 1685

Contemporaneamente all'attività accademica esercitò la medicina pratica, anch'essa con grande successo e grandi profitti economici. In effetti l'aquesiano fu soprattutto, oltre che un esperto anatomista e fisiologo, un abile chirurgo. Fu chiamato per consulti medici da illustri potenti e principi del tempo. Nel 1581 fu chiamato per le nozze di Margherita Farnese con Vincenzo Gonzaga. Nel 1604 curò Carlo de' Medici, figlio del Granduca Ferdinando I de' Medici e Cristina di Lorena. Nel 1608 fu nominato Cavaliere di San Marco per aver curato Paolo Sarpi. Nel 1615 ricevette una medaglia d'oro con collana in oro massiccio da Sigismondo III Vasa, Re di Polonia. Ebbe tra i suoi pazienti anche l'amico e collega Galileo Galilei.
Nonostante il suo carattere difficile e la negligenza come insegnante, come medico e ricercatore fu instancabile, benché affetto da una senilità precoce, e curava gratuitamente i poveri.

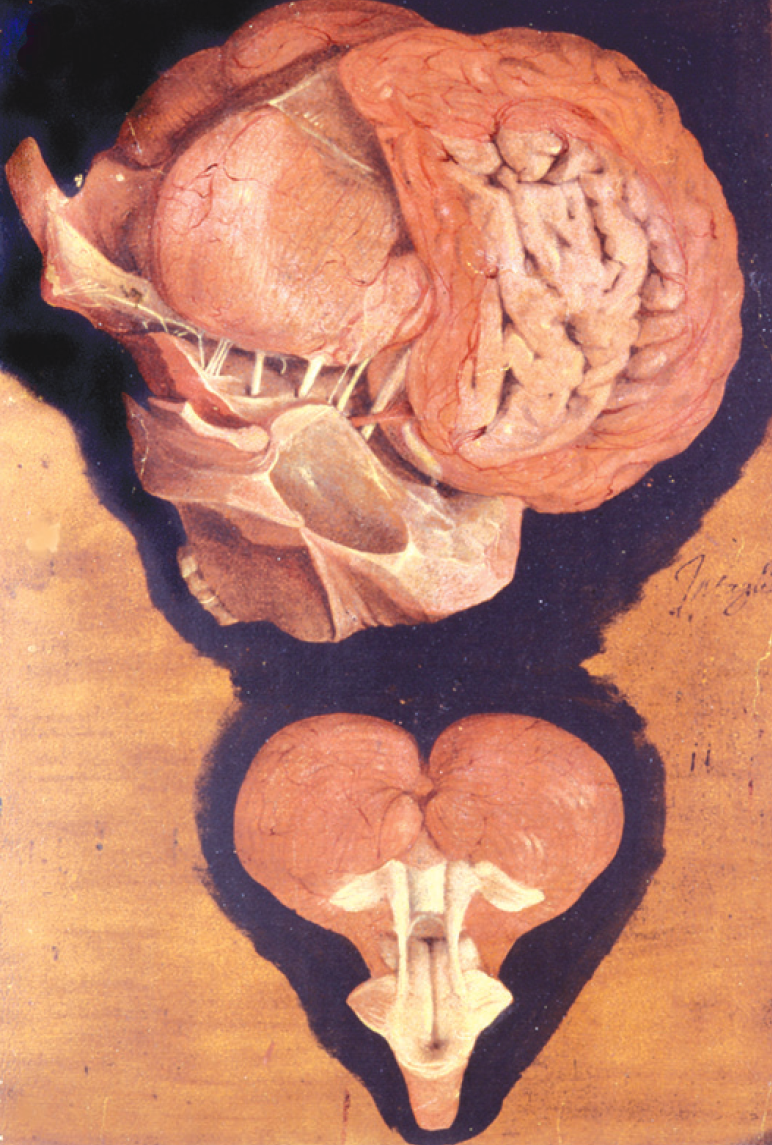
Girolamo Fabrici d'Acquapendente, Tabulae Picae 1600

### Studi scientifici e scritti
Sotto il profilo scientifico, Fabrici diede numerosi contributi originali e fondamentali in anatomia, embriologia, anatomia comparata, chirurgia e le sue lezioni e le ricerche si concretizzarono in numerose pubblicazioni. Egli descrisse le valvole delle vene (De venarum ostiolis del 1603), offrendo un contributo fondamentale al problema della circolazione sanguigna, poi risolto dallo stesso Harvey. Apportò un notevole sviluppo allo studio dell'occhio, dell'orecchio (De visione voce auditu) e del meccanismo della voce (De locutione). Nel De tumoribus analizzò oltre ai tumori, di cui viene trattata anche la cura, l'herpes, i vari tipi di ernie, la gangrena, i bubboni e altre infezioni e patologie. Condusse originali ricerche embriologiche descritte nel De formato foetu del 1600. L'opera è il primo trattato di embriologia comparata, completato da un accurato corredo di tavole anatomiche. Per opere come questa e il De formatione oui, et pulli è considerato il padre dell'embriologia moderna.
In alcuni manoscritti sono anche sviluppati argomenti di carattere metodologico, come il De anatomica methodo.
Riconobbe per primo l'importanza delle illustrazioni nei trattati medici. Del suo grande atlante anatomico a colori sopravvivono alcune tavole, le Tabulae anatomicae conservate nella Biblioteca Marciana a Venezia. Le tavole, dipinte ad olio su carta, sono 167 divise in otto volumi. Furono rinvenute alla Marciana solo nel 1909. Sempre nella biblioteca veneziana sono conservati tre codici dell'Acquapendente al cui interno sono presenti altre 44 tavole.
A lui si attribuisce il merito dei primi studi sulla sindrome di ruminazione.

### Matrimonio e morte
Girolamo Fabrici si sposò a Padova con Violante Vidal, o Vitali, ma non si conosce la data precisa. Da questo matrimonio non nacquero eredi. La famiglia Fabrici risiedeva a Padova in via San Francesco; l'abitazione era vicina alla chiesa di San Francesco.
Fabrici ebbe un figlio naturale di nome Francesco, nato probabilmente già prima del matrimonio, del quale si conosce l'esistenza per una citazione legale contro il padre.
Girolamo Fabrici morì a Padova nel 1619, venendo sepolto nella chiesa di San Francesco, senza nessuna effigie di riconoscimento, insieme con la moglie morta l'anno precedente.
L'eredità del medico, valutata intorno ai 200.000 scudi, fu da lui destinata quasi interamente a Semidea, figlia del nipote Fabrizio, giunta da Acquapendente, dove aveva sempre vissuto. Il testamento diceva anche che in caso di morte prematura e senza eredi di quest'ultima, l'eredità doveva essere destinata alla nipote Laudomia Fabrici Benci, da passare poi alla sua morte al figlio Francesco.
La risoluzione dell'eredità non fu però così semplice, in quanto, dopo che Semidea aveva sposato il veneziano Daniele Dolfin e aveva lasciato la casa del prozio, questi ebbe un crollo fisico e psicologico e altri nipoti si gettarono sul cospicuo capitale dello zio. Alcuni pensano che furono proprio dei nipoti ad affrettare la morte dell'anatomista con il veleno.
La ricostruzione di una genealogia precisa della famiglia de L'Acquapendente risulta piuttosto difficile per la frequente ricorrenza dei nomi Girolamo e Fabrizio.

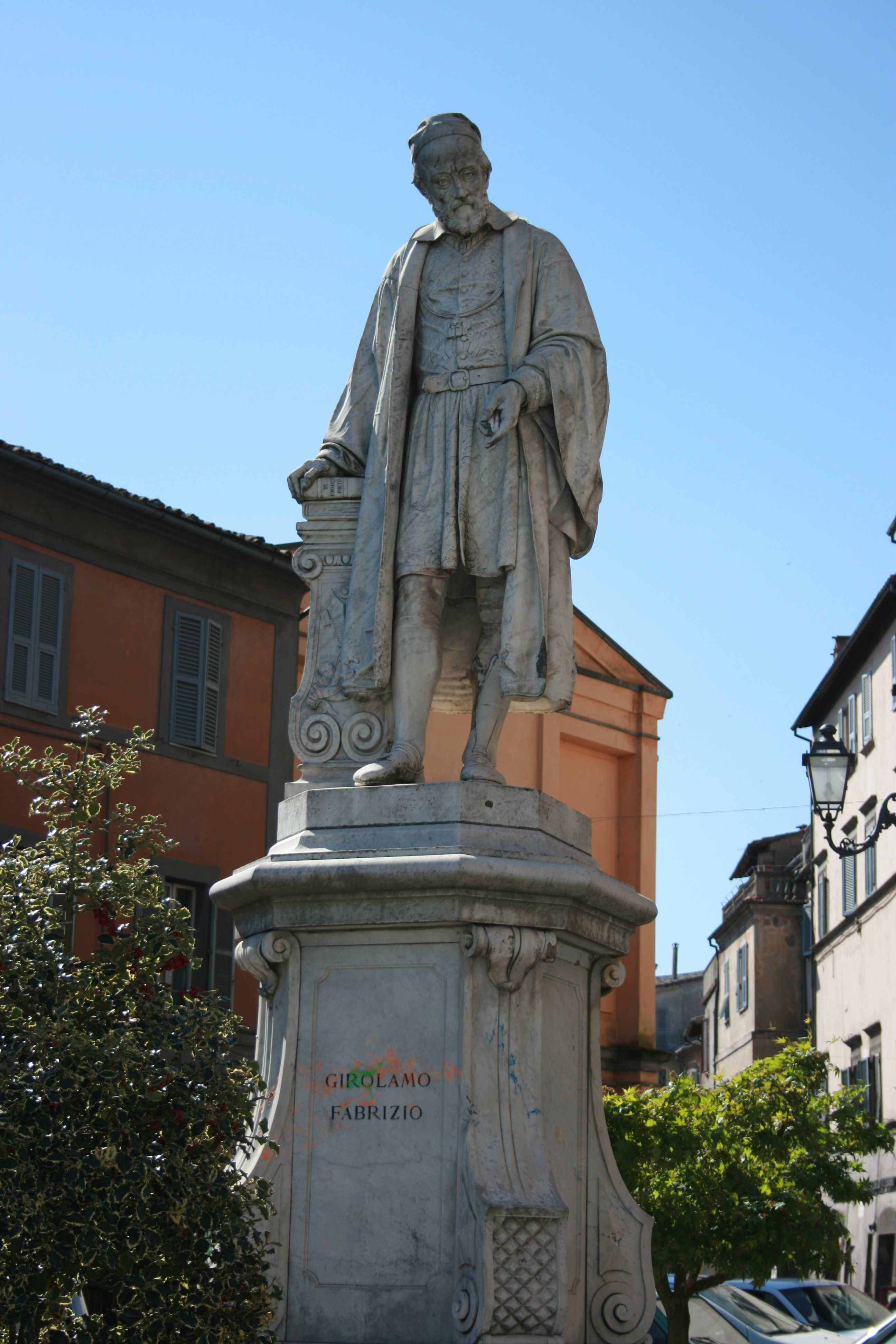
Monumento a Girolamo Fabrizio di Tito Sarrocchi (1888) ad Acquapendente.

## Borsa di Fabrici
A Girolamo Fabrici si deve la scoperta della cosiddetta "borsa di Fabrici", l'unica formazione anatomica che sia ricordata sotto il suo nome.
È un organo sacciforme, presente probabilmente in tutti gli uccelli, di entrambi i sessi, annessa alla parete dorsale della parte posteriore dell'intestino. Le sue funzioni sono state conosciute solamente nel 1956. Si tratta di un organo linfoide centrale responsabile delle cellule immunocompetenti, deputate alla sintesi di immunoglobuline.
Lo stesso Girolamo aveva avanzato delle prime ipotesi secondo le quali questa vescicula doveva servire alle femmine per ricevere e conservare il seme. Infatti egli credeva che l'organo fosse presente solo negli esemplari femmine, cosa che fu poi rivista da Harvey.

## Opere
- Pentateuchos chirurgicum (1592).
- De formatu foetu (1600).
- De visione voce auditu (1600).
- De locutione et eius instrumenti tractatus (1603)
- De brutorum loquela (1603).
- De venarum ostiolis (1603).
- Tractatus anatomicus triplex quorum primus de oculo, visus organo. Secundus de aure, auditus organo. Tertius de laringe, vociis organo admirandam tradit historiam, actiones, utilitates magno labore ac studio (1613).
- De musculi artificio: de ossium articolationibus (1614).
- De respiratione et eius instrumentis, libri duo (1615).
- De tumoribus (1615)
- De gula, ventriculo, intestinis tractatus (1618).
- De motu locali animalium secundum totum, nempe de gressu in genere (1618).
- De totius animalis integumentis (1618)
- De formatione oui, et pulli tractatus accuratissimus (1621).
- Opera chirurgica. Quorum pars prior pentatheucum chirurgicum, posterior operationes chirurgicas continet ... Accesserunt Instrumentorum, quae partim autori, partim alii recens invenere, accurata delineatio. Item, De abusu cucurbitularum in febribus putridis dissertatio, e Musaeo ejusdem (1623).
- Tractatus De respiratione & eius instrumentis. Ventriculo intestinis, & gula. Motu locali animalium, secundum totum. Musculi artificio, & ossium dearticulationibus (1625).